# Зуткулейське сільське поселення
Зуткуле́йське сільське поселення (рос. Зуткулейское сельское поселение) — сільське поселення у складі Дульдургинського району Забайкальського краю Росії.
Адміністративний центр — село Зуткулей.

## Історія
2014 року були утворені села Південний Зуткулей, Північний Зуткулей та Східний Зуткулей шляхом виділення частин із села Зуткулей.

## Населення
Населення сільського поселення становить 1417 осіб (2019; 1688 у 2010, 1806 у 2002).

## Склад
До складу сільського поселення входять:
| Населений пункт          | Населення, осіб (2002) | Населення, осіб (2010) |
| ------------------------ | ---------------------- | ---------------------- |
| Зуткулей, село           | 1806                   | 1688                   |
| Південний Зуткулей, село | -                      | -                      |
| Північний Зуткулей, село | -                      | -                      |
| Східний Зуткулей, село   | -                      | -                      |